# Pierre Henry
Pierre Henry (Parijs, 9 december 1927 – aldaar, 5 juli 2017) was een Franse componist van musique concrète en andere min of meer experimentele muziek, zoals noise muziek of elektroakoestische muziek. Waar Pierre Schaeffer de theoretische vader van de musique concrète is, is Pierre Henry de artistieke vader.
Een van zijn bekendere werken is het stuk Psyché Rock uit de danssuite Messe pour le temps présent dat hij in opdracht van Maurice Béjart componeerde samen met Michel Colombier. Dit stuk, dat voor het grote publiek toegankelijker is vanwege het rockinstrumentale gedeelte, is echter helemaal niet representatief voor zijn muzikale werk en voor zijn muzikale aanpak in het algemeen.

## Biografie

### Jeugd en muzikale opleiding
Na een jeugd op het platteland ging Pierre Henry op tienjarige leeftijd in 1937 naar het Conservatoire national supérieur de musique et de danse de Paris om percussie (klas van Félix Passerone) en compositie (bij Olivier Messiaen) te studeren. Hij studeerde ook bij Nadia Boulanger en werd een zeer goede pianist.

### Schaeffer en de GRMC
In 1946 ontmoette hij Pierre Schaeffer in de studio's van de Franse Radio en Televisie, de Radiodiffusion-télévision française (RTF), in wat toen de Club d'essai heette. Na de creatie van een soundtrack voor een film over het onzichtbare werd Pierre Henry door Pierre Schaeffer uitgenodigd voor een auditie. Uit deze ontmoeting ontstond Symphonie pour un homme seul (1950), het basiswerk van de musique concrète. Uit deze ontmoeting ontstond een grote vriendschap en Pierre Henry werd aangenomen in de studio's van de RTF.  Hij werd hoofd van de Groupe de recherches de musique concrète (GRMC), opgericht in 1951 en in 1958 omgedoopt tot Groupe de recherches musicales (GRM). Het was in 1953, op het Festival van Donaueschingen, dat Orphée werd opgevoerd, de eerste "concrete" opera die Pierre Schaeffer en Pierre Henry in 1951 hadden geschreven.

### Onafhankelijk
In 1958 verliet Pierre Henry de RTF-studio's na persoonlijke, administratieve en esthetische meningsverschillen. Datzelfde jaar richtte hij de eerste onafhankelijke opnamestudio in Frankrijk op, APSOME (Applications de Procédés Sonores en Musique Electroacoustique). Deze privéstudio gewijd aan elektroakoestische muziek, voornamelijk uitgerust met professionele apparatuur uit Duitsland, was aanvankelijk gevestigd in de rue Cardinet en vanaf 1966 in Saint-Germain-des-Prés.
In 1982 richt hij een tweede muzikale onderzoeksstudio op, Son/Ré. Deze studio, gelegen in een steeg in het twaalfde arrondissement van Parijs, kreeg in 1982 steun van het Franse ministerie van Cultuur en in 1993 van de stad Parijs.

### Samenwerking met Maurice Béjart
Eind 1949 begon Pierre Henry de samenwerking met de choreograaf Maurice Béjart. Het was in het kader van deze samenwerking dat Pierre Henry zijn populairste werk creëerde: Messe pour le temps présent (dat hij samen met Michel Colombier schreef), waaronder de hit Psyché Rock, een stuk dat onder meer de aftiteling van de Amerikaanse serie Futurama beïnvloedde. Messe pour le temps présent, een ballet van Maurice Béjart, ging in première op het Festival van Avignon in 1967.

### Latere carrière
In 1975 organiseerde Pierre Henry met de hulp van Bernard Bonnier de Futuristie, een klank- en beeldmanifestatie als eerbetoon aan Luigi Russolo en zijn manifest L'Art des bruits. Drie voorstellingen vonden plaats op 16, 17 en 18 oktober in het Palais de Chaillot. Naast de geluidscreaties van Pierre Henry was er een filmcreatie van Monika en Bernd Hollmann en een performance van de verteller Alain Louafi.
Hij creëerde akoestische werken zoals Voyage (gebaseerd op het Tibetaanse Dodenboek), de mis van Liverpool, de Apocalyps van Johannes, de Fragments pour Artaud en de Toren van Babel.
In 1997 werd voor de zeventigste verjaardag van de componist de compilatie Métamorphose: Messe pour le temps présent uitgebracht, met remixen van elektronische muziekartiesten als Fatboy Slim, Coldcut, Saint Germain en Dimitri From Paris.
In 2007 besloot Pierre Henry al zijn werken toe te vertrouwen aan de Bibliothèque nationale de France.

## Eretekens en erkenning
- Commandeur van het Légion d'honneur
- Commandeur in de Arts et Lettres
- Officier in de ordre national du Mérite
- Grand Prix national de la Musique (1985)
- Grand Prix SACEM (1987)
- Grand Prix de l'Académie Charles-Cros (1970)
- Grand Prix de l'Académie du Disque (1966)
- Prix des Universités de France
- Grand Prix de la Ville de Paris (1995)
- Grand Prix de la SACD (1996)
- Hommage des Victoires de la musique 1998 voor zijn hele carrière
- Qwartz d’honneur (2005)
- Prix du président de la République de l'Académie Charles-Cros 2005 voor zijn hele œuvre
- Prix Karl-Sczuka 1997